# Patientensicherheit

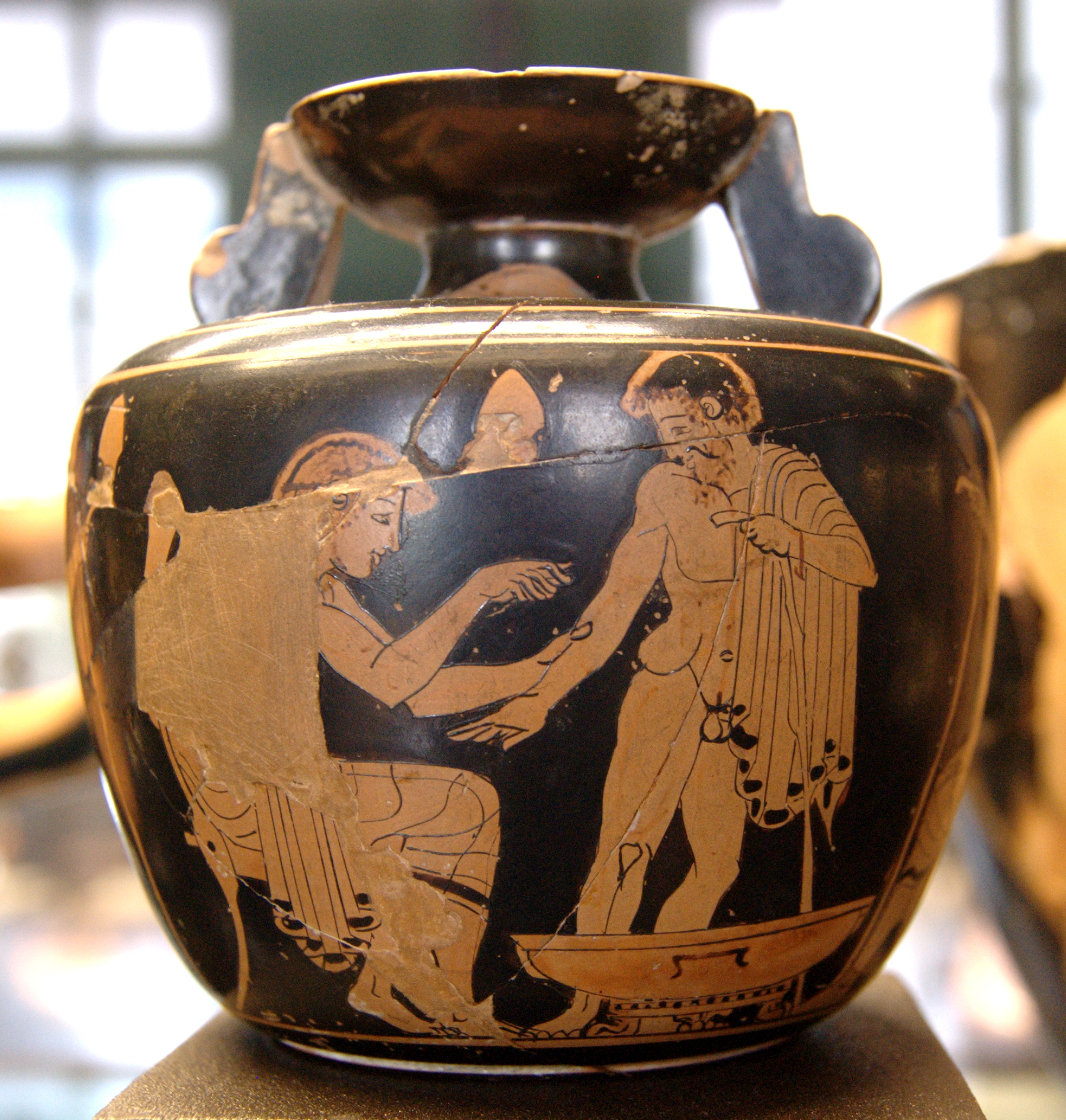
Behandlung eines Patienten, Griechenland, ca. 480–470 v. Chr. (Louvre Museum, Paris, Frankreich)

Ein Mensch ist naturgemäß sicher vor der Einwirkung von Menschen, solange er sich nicht selber gefährdet oder durch Dritte gefährdet wird. Patientensicherheit ist eine Metrik, welche Abweichungen von solcher Gefahrlosigkeit umschreibt.
Die Aufgabe der Heilbehandlung schließt das erfolgreiche Bemühen um eine fehler- und schadensfreie ärztliche Behandlung und medizinische Gesundheitsversorgung ein.
Die Patientensicherheit ist das Resultat aller Maßnahmen in den Arztpraxen, den Kliniken und den anderen Einrichtungen des Gesundheitswesens, die darauf gerichtet sind, Patienten vor vermeidbaren Schäden in Zusammenhang mit der Heilbehandlung zu bewahren. Die Patientensicherheit ist ein wichtiger Bestandteil der Qualitätssicherung in der Medizin. Zudem gibt es Bemühungen, das Thema Patientensicherheit bereits in der medizinischen Ausbildung zu verankern.

## Definition des Verbandes der Ersatzkassen
Der Verband der Ersatzkassen e. V. (vdek) definiert 2018 Patientensicherheit als
„das aus der Perspektive der Patienten bestimmte Maß, in dem handelnde Personen, Berufsgruppen, Teams, Organisationen, Verbände und das Gesundheitssystem
1. einen Zustand aufweisen, in dem Unerwünschte Ereignisse selten auftreten, Sicherheitsverhalten gefördert wird und Risiken beherrscht werden,
2. über die Eigenschaft verfügen, Sicherheit als erstrebenswertes Ziel zu erkennen und realistische Optionen zur Verbesserung umzusetzen und
3. ihre Innovationskompetenz in den Dienst der Verwirklichung von Sicherheit zu stellen

in der Lage sind.“

## Patientensicherheit im Krankenhaus
Laut § 135a Abs. 2 Nr. 2 SGB V sind die Krankenhäuser in Deutschland verpflichtet, ein einrichtungsinternes Qualitäts- und patientenorientiertes Beschwerdemanagement einzurichten. Hierbei sollen anhand der Dokumentation, Prüfung und Beurteilung von Patientenbeschwerden als auch fehlerhaften Behandlungsgeschehen, nach deren Auswertung unter Anwendung der determinativen Sprachregelung der Bundesärztekammer eine aufsteigende Klassifizierung als Beinahe-Schaden bzw. Beinahe-Fehler, Unerwünschtes Ereignis, Vermeidbares unerwünschtes Ereignis, Kritisches Ereignis und Fehler erfolgen kann, die durch den medizintechnischen und humanwissenschaftlichen Fortschritt immer komplexer sich entwickelnden klinischen Prozesse transparenter und damit lehrhafter gestaltet werden, um so eine fundierte Verbesserung der Patientensicherheit zu erreichen.
Der deutsche Sachverständigenrat zur Begutachtung der Entwicklung im Gesundheitswesen legte 2007 eine Auswertung von 184 Studien vor. Diese Auswertung ergab für den Krankenhausbereich eine jährliche Frequenz von 5 bis 10 % unerwünschter Ereignisse, 2 bis 4 % Schäden, 1 % Behandlungsfehler und 0,1 % Todesfälle, die auf Fehler zurückgehen. Bei jährlich 17 Millionen Krankenhauspatienten entspricht dies 850.000 bis 1,7 Mio. unerwünschten Ereignissen, 340.000 Schäden, 170.000 Behandlungsfehler und 17.000 auf vermeidbare unerwünschte Ereignisse zurückzuführende Todesfälle. Kommunikationswissenschaftlichen Untersuchungen zufolge sind bis zu 80 % dieser Fehler auf eine unsichere Kommunikation zurückzuführen.
Der Sachverständigenrat spricht von einer konservativen Annäherung an die Anzahl möglicher unerwünschter Ereignisse, was als ein vorläufiger Rückgang der vermeidbaren unerwünschten Ereignisse interpretiert werden kann. Der ambulante Bereich war nicht Gegenstand der Auswertung.

### Qualitätsberichte der Krankenhäuser
Seit dem Jahr 2005 sind in Deutschland die Krankenhäuser gem. § 137a Abs. 2 Nr. 4 SGB V gesetzlich verpflichtet, Strukturierte Qualitätsberichte nach § 136b SGB V regelmäßig zu veröffentlichen. Die Berichte dienen den Patienten, Ärzten und den Krankenkassen der Information und Transparenz auf dem Gebiet der Krankenhausbehandlung und bieten einen umfassenden Überblick über die Strukturen, Leistungen und Qualitätsaktivitäten der Krankenhäuser.
Der Gemeinsame Bundesausschuss (G-BA) fasst Beschlüsse zu Inhalt, Umfang und Datenformat dieser Berichte.

#### Referenzdatenbank
Der Gemeinsame Bundesausschuss (G-BA) verfügt über eine Referenzdatenbank, in der die maschinenverwertbaren Qualitätsberichte der deutschen Krankenhäuser abrufbar sind.

## Sicherheits-Checkliste der Weltgesundheitsorganisation
Mit den Fragen einer Sicherheits-Checkliste der Weltgesundheitsorganisation WHO sollen 19 nur scheinbar schon geklärte Punkte vor Einleitung der Narkose, vor dem ersten Schnitt des Operateurs und bevor der Patient den Operationssaal verlässt, überprüft werden. Dadurch konnten in umfangreichen Studien die Fehlerquoten deutlich gesenkt werden, insbesondere die Endpunkte Komplikationen nach Operation und Sterblichkeit nach Operation nahmen signifikant und in klinisch relevantem Maße ab.
Die Deutsche Gesellschaft für Chirurgie hat ihre Mitglieder frühzeitig auf die Checkliste der Safe Surgery Saves Lives Study Group hingewiesen und ihnen nahegelegt, sie nach Anpassung an die örtlichen Gegebenheiten im Klinikalltag routinemäßig immer zu nutzen. In der Deklaration von Helsinki zur Patientensicherheit in der Anästhesiologie wird auch die Checkliste gefordert.

## Patientensicherheit und Kommunikation
Mit dem SACCIA-Modell wurden von Annegret Hannawa am CAHQS (Universität Lugano, Schweiz) erstmals wissenschaftlich herbeigeführte Leitlinien für eine "patientensichere Kommunikation" in der medizinischen und pflegerischen Praxis etabliert. Dabei handelt es sich um fünf Kernkompetenzen, welche die Akteure mittels Suffizienz, Akkuratheit, Klarheit, Kontextbezug und zwischenmenschlicher Anpassung zu einem einheitlichen Verständnis führen. Hiermit sollen bis zu 80 % schwerwiegender Behandlungsfehler vermieden werden. Die SACCIA-Kompetenzen sind als Patientensicherheits-Leitlinie inzwischen bis zum Globalen Ministergipfel für Patientensicherheit vorgedrungen.
Ebenfalls wurden mit Hannawas MEDC-Modell evidenzbasierte Kommunikationskompetenzen für die sichere Mitteilung von Behandlungsfehlern an Patienten und Familienangehörige definiert.

## Organisationen
- Institut für Patientensicherheit (IfPS)

- Ärztliches Zentrum für Qualität in der Medizin (ÄZQ)
- Aktionsbündnis Patientensicherheit (APS)
- Center for the Advancement of Healthcare Quality & Patient Safety (CAHQS)
- Zahnärztliche Zentralstelle Qualitätssicherung (ZZQ)
- Patientensicherheit Schweiz